# Eva Lombard
Eva Lombard (Genève, 2 februari 1890 - Thônex, 8 januari 1978) was een Zwitsers missiearts.

## Biografie
Eva Lombard was een dochter van Victor Jacques Lombard, een bankier en gevangenisalmoezenier, en van de Russin Elisabeth Tomei, directrice van een vrouwengevangenis. Van 1910 tot 1920 studeerde ze geneeskunde aan de Universiteit van Genève, waar ze in 1920 een doctoraat behaalde. Van 1920 tot 1921 volgde ze een opleiding tropische geneeskunde in Londen. Van 1921 tot 1954 was ze actief als missiearts in Brits-Indië, later India. In Udipi, waar ze woonde van 1923 tot 1954, richtte ze een ziekenhuis op. Wat startte als een ziekenhuis met zes bedden voor vrouwen en kinderen groeide uit tot een ziekenhuis van 200 bedden met een verpleegstersschool.

## Werken
- (de)  Briefe einer Missionsärztin, 1924.